# Кировская (Витебская область)
Кировская (бел. Кіраўская) (в просторечии — посёлок Кировский, Куба) — агрогородок (до 2006 года — деревня) в Летчанском сельсовете Витебского района Витебской области Беларуси. 

## География
Агрогородок расположен около автодороги Р-20 (Витебск—Полоцк) непосредственно за западной границей города Витебск.
Рядом с поселком расположены деревни Авселево, Гришаны и Бителево (часть Витебска).

### Гидрография
В западной части агрогородка расположены два пруда.

## История
В XVIII — начале XX веков на месте агрогородка находилась деревня Таньково (По карте 1909 года. По плану 1784 г. Танково; В списке населённых мест 1906 года деревни с таким названием нет).
Согласно т. 5 «Белорусской Советской энциклопедии» деревня основана в 1963 году. Центр колхоза им. С. М. Кирова (организован 01.1954, существовал до 31.12.1991).
В конце 1980-х годов в деревне построен квартал современной малоэтажной застройки, детский сад.
В 1991 году открыта средняя школа на 264 места (до этого дети учились в восьмилетней школе деревни Гришаны)
В 2011 году часть территории агрогородка Кировская включена в городскую черту Витебска.

## Население
По переписи 2009 года проживало 942 человека.

## Инфраструктура
В Кировской находятся СЗАО «Возрождение», торговые объекты детский сад, школа, церковь св. Елены, фельдшерско-акушерский пункт (филиал УЗ «Витебская городская поликлиника № 6»).

## Достопримечательность

### Самолёт Су-24М
В конце ноября 2017 года на въезде в агрогородок со стороны Полоцка был установлен на шасси на бетонных блоках тактический фронтовой бомбардировщик Су-24М, бортовой номер «28» красного (до сентября 2019 года — белого) цвета. Состоял на вооружении 116-й бомбардировочно-разведывательной авиационной базы, аэродром Россь. Затем находился на хранении в Барановичах, откуда доставлен 21 ноября 2017 года.
По левому борту самолёта установлена табличка с тактико-техническими характеристиками самолёта Су-24М.